# 粗腰钟螺
粗腰钟螺（学名：Calliostoma consors），是原始腹足目钟螺科Calliostoma的一种。主要分布于韩国、台湾，常栖息在浅海珊瑚礁、岩石底。